# 1922 (повість)
«1922» — повість американського письменника Стівена Кінга. Вперше опублікована у збірці «Повна темрява. Без зірок» у 2010. Видана окремим виданням у 2017 році.

## Сюжет
Події відбуваються у 1922 році. У центрі сюжету — Вілфред Джеймс, фермер із Гемінгфорд-Гоуму, штат Небраска, який володіє 80 акрами сільськогосподарських угідь, що належали його родині протягом багатьох поколінь. Арлетт, його дружина, володіє сусідніми 100 акрами землі, які їй заповів її батько. Вілфред навіть не розглядати варіант оселитися в місті, але Арлетт не подобається жити на фермі, тому вона хоче переїхати до Омахи . Жінка прагне продати свою землю агропідприємству для використання під свиноферму та бійню. Якщо вона це зробить, земля Вілфреда стане непридатною для землеробства, і він також буде змушений її продати. Вілфред маніпулює своїм сином-підлітком Генрі, щоб той допоміг йому вбити Арлетт.
Змовившись, Вілфред і Генрі, який все ще має серйозні сумніви щодо батькового плану, споюють Арлетт. Жінка починає ображати дівчину Генрі, Шеннон Коттері, і це злить хлопця настільки, що він вирішує приєднатися до батькового плану. Після того, як Арлетт лягає спати, Вілфред жорстоко перерізає їй горло тесаком. Потім Вілфред і Генрі кидають тіло в сухий колодязь за стайнею. Згодом, коли Вілфред кидає валізу Арлетт в колодязь до її тіла, він помічає, що до тіла вже дібралися щури.
Вілфред вирішує засипати колодязь, щоб приховати тіло, але розуміє, що це викличе підозри. Він навмисно скидає одну зі своїх старих корів у колодязь, щоб була вагома причина для його засипання. Одразу після цього місцевий шериф, діючи від імені агропідприємства, обшукує ферму в пошуках Арлетт, але так і нічого не знаходить. Вілфред і Генрі засипають колодязь, але під час цього з-під землі виповзає щур. Генрі вбиває його, але тепер він переконаний, що Арлетт їх переслідує. Пізніше Вілфред теж натрапляє на щура, коли той нападає на одну з його молочних корів, відірвавши їй одну з дійок.
Кілька місяців по тому Генрі, який після вбивства став психологічно нестабільним, дізнається, що його дівчина Шеннон вагітна від нього. Це підриває дружбу між Вілфредом і батьком Шеннон, Гарланом, сусіднім фермером. Шеннон відправляють до католицької школи для вагітних дівчат в Омасі, але Генрі допомагає їй втекти. Вони починають гучну бандитську кар'єру як пара грабіжників банків, неначе Бонні і Клайд, і їх оголошують у розшук у кількох штатах.
Відсутність Генрі емоційно виснажує Вілфреда. Він знову бачить щура із стайні, який кусає його за руку і заражає її, що призводить до потреби її ампутувати. Невдовзі Вілфред стає впевнений у тому, що бачив, як оживший труп Арлетт у супроводі великої зграї щурів виліз із колодязя і увійшов до фермерського будинку, де зіткнувся з ним обличчям до обличчя. Арлетт детально описує йому передчуття загибелі Генрі та вагітної Шеннон у Неваді. Невдовзі після цього дах фермерського будинку Вілфреда обвалюється під час шторму.
Коли пророцтво Арлетт збувається, Вілфред намагається продати земельну ділянку, за яку він вбив дружину. Однак Гарлан і мешканці міста, які ненавидять Вілфреда, відмовляються йому допомагати. Він змушений покинути домівку як вигнанець після того, як продав землю підприємству за безцінь. Він переїжджає до Омахи і проводить перші два роки відвідуючи місця злочинів Генрі та пропиваючи гроші, отримані від продажу землі. Він знаходить дві роботи, першу — робітником на швейній фабриці, другу —бібліотекарем. Проте він звільняється як і з першої, так і з другої, коли його, як він сам запевняє, знову починають переслідувати щури.
Вілфред сидить у готельному номері в Омасі, записуючи історію свого життя і стверджуючи, що в кімнаті разом з ним знаходяться трупи Арлетт, Генрі та Шеннон. Вілфред планує покінчити життя самогубством, перш ніж його з'їдять щури, але, очевидно, губить свій пістолет. Історія закінчується газетною вирізкою про смерть Вілфреда, в якій зазначається, що його знайшли зі слідами укусів, які+ він, очевидно, завдав собі сам. Це наштовхує читача на роздуми про те, чи була розповідь Вілфреда реальною, чи ні. Записи Вілфреда дуже складно розшифрувати, оскільки їх розгризли на шматки.

## Екранізація
20 жовтня 2017 року на Netflix за мотивами оповідання вийшов фільм 